# دوري لوكسمبورغ الوطني 2003–04
دوري لوكسمبورغ الوطني 2003–04 (بالفرنسية: Championnat du Luxembourg de football 2003-2004)‏ هو الموسم 90 من دوري لوكسمبورغ الوطني. أشرف على تنظيمه اتحاد لوكسمبورغ لكرة القدم، وكان عدد الأندية المشاركة فيه 12، وفاز فيه جونيس إيتش.